# Diecezja Belley-Ars
Diecezja Belley-Ars (łac. Diœcesis Bellicensis-Arsensis) – diecezja Kościoła rzymskokatolickiego w południowo-wschodniej Francji. Powstała w V wieku jako diecezja Belley. W 1801 została zlikwidowana, ale już w 1822 przywrócono ją. W 1988 uzyskała obecną nazwę. Diecezja należy do metropolii Lyonu. Katedra diecezjalna znajduje się w Belley, natomiast kuria biskupia w Bourg-en-Bresse.

## Główne świątynie
- Katedra: Katedra św. Jana Chrzciciela w Belley
- Konkatedra: Konkatedra Matki Bożej z Bourg w Bourg-en-Bresse
- Bazylika mniejsza: Bazylika św. Sykstusa w Ars-sur-Formans

## Biskupi diecezjalni
- biskup diecezjalny: Pascal Roland
- biskup senior: Guy Bagnard